# 大木作

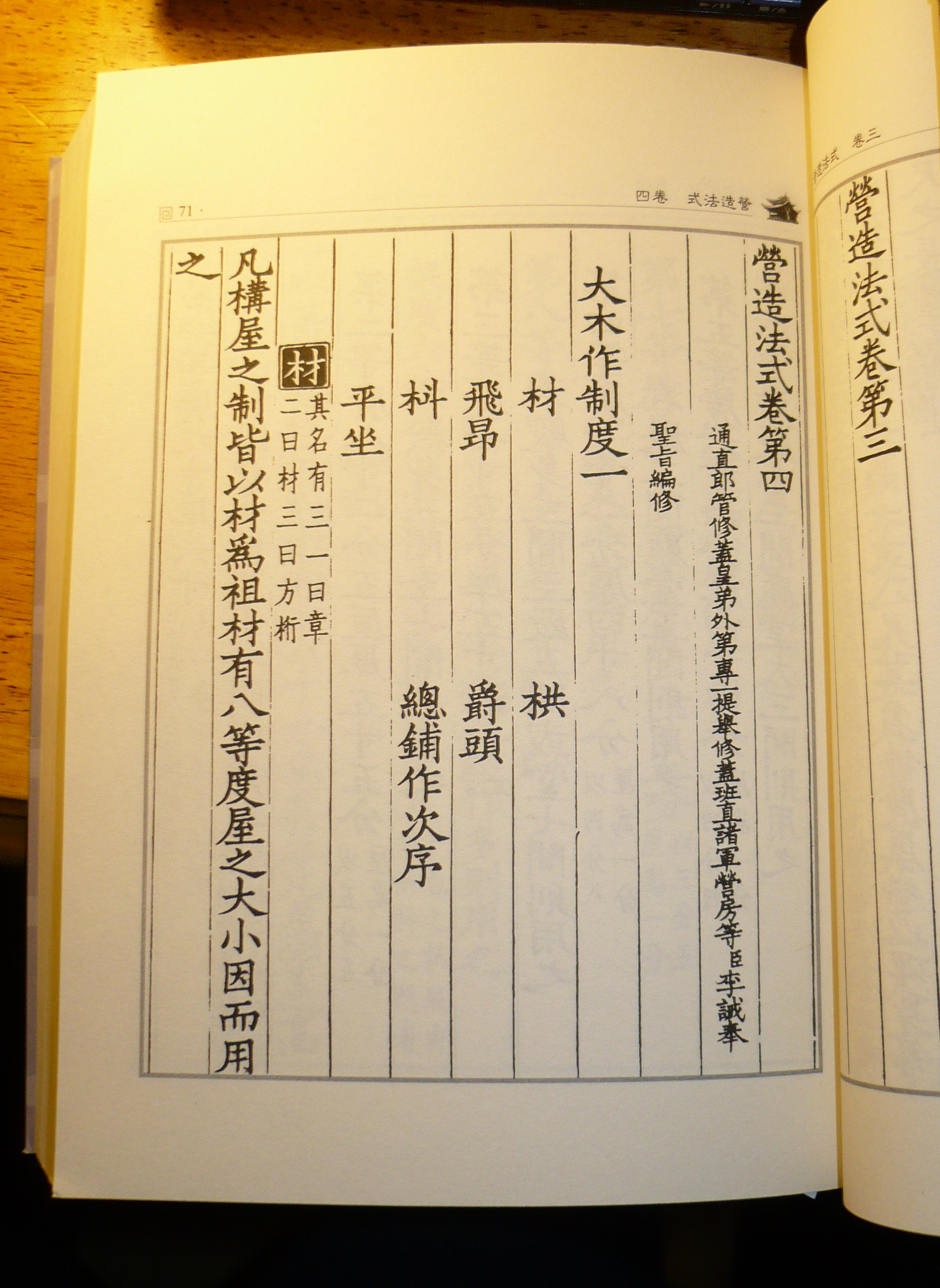
营造法式大木作

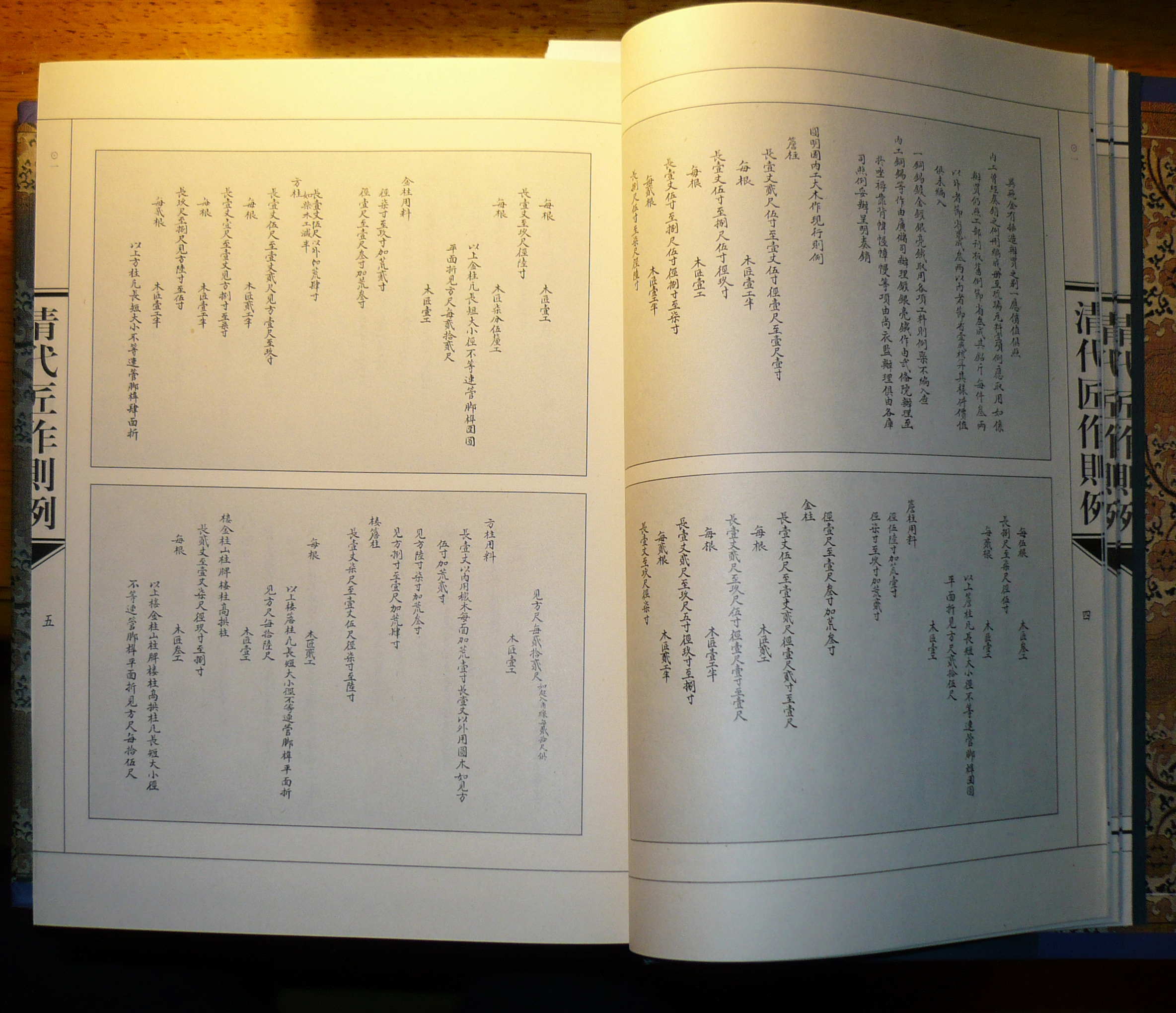
乾隆年间官方文件圆明园大木作则例

大木作，又稱大木匠，是指木建築的營造工藝。凡与建筑整体木框架构有关的构件的规格，工料、归入大木作范围。

## 東亞
東亞傳統大木作多運用榫卯結構。

### 中國
大木作一詞最早见于宋代李诫《营造法式》，其中将建筑的木料工程分为大木作和小木作两大类，大木作包括材，斗拱，栋，梁，柱，椽，檐，平坐，铺作，阑额，阳马，举折等。。大木作在《营造法式》中占据最多篇幅，是全书的重心；大木作也是中国传统建筑的重心。
《清代匠作则例》沿用大木作的称呼，有时也称为大木作法。清代大木作包括檐柱，桃尖，天花梁，抱头梁，穿插，牙梁金柱，同梁，单步梁，随梁，抹角梁，角梁，间枋，楞木，柱，架梁，项梁，砸头枋，檐枋，金脊枋，大额枋，承橼枋，龙门枋，天花枋，博脊枋，花台枋，井口枋，机枋，云托，交角，砸头桁科，平身斗，扶脊枋，斗口，柱头科，角科，飞檐翘橼，花架橼，榻脚木，顺望版，滴珠版龙头，雷公柱，燕尾，天花帽见梁，平缝板，宝瓶等。